# Sportåret 1813

## Händelser

### Bandy
- Okänt datum – Den första kända bandymatchen spelas i Bury-on-Fen. Byns lag sägs vara obesegrat i 100 år.[1]

### Boxning

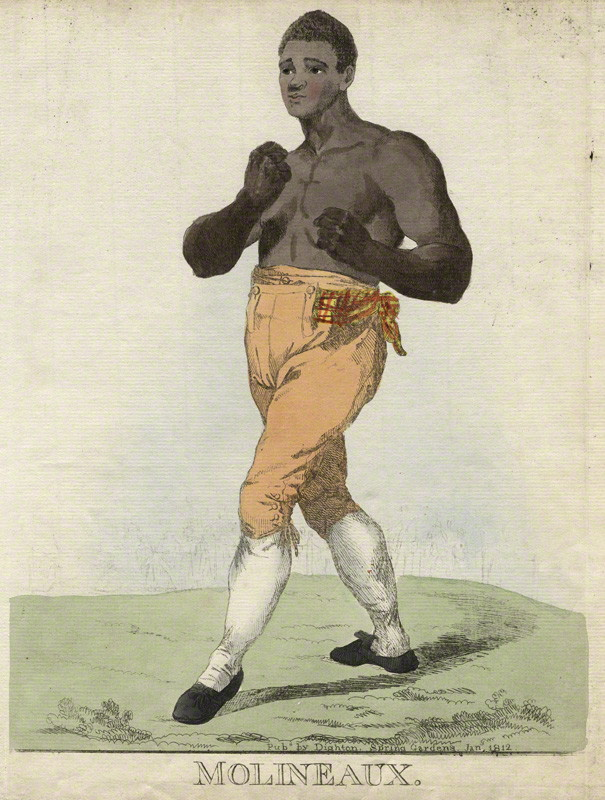
Tom Molineaux.

- Tom Cribb behåller den engelska mästerskapstiteln i tungvikt, men det är oklart om han deltar i någon match under året. Någon gång 1812–1815 besegrar han Symonds i Cripplegate.[2]

- 23 april – Tom Molineaux besegrar Jack Carter. Matchen varar i 25 ronder.[3]

### Gymnastik
- 5 maj – Gymnastiska Centralinstitutet grundas i Stockholm på initiativ av Pehr Henrik Ling.[4]